# 景州 (辽朝)
景州，中国辽朝时设置的州。
后唐设立遵化县，辽太宗天显十一年（936年）辽国获得后晋的遵化县，辽兴宗重熙年间设立景州，为清安军刺史，升为清安军节度使。治所在今河北省遵化市。金太祖天辅七年（1123年）金国攻克景州，按海上之盟给北宋。天会三年（1125年），金国再夺得景州，不久废除景州，遵化县属于蓟州。